# Ferrari FF
A FF ("Ferrari Four") é um modelo Grand tourer da Ferrari equipado com motor V12. Foi apresentada na edição de 2011 do Salão de Genebra e tem a proposta de acomodar confortavelmente quatro adultos e sua bagagem. É o primeiro modelo de tração nas quatro rodas da Ferrari. O estilo do corpo foi descrito como um freio de tiro , um tipo de carro esportivo hatchback / estate com duas portas. O FF tem uma velocidade máxima de 335 km / h (208 mph) e acelera de 0 a 100 km / h (62 mph) em 3,7 segundos. A Ferrari afirma que o FF era o automóvel de quatro lugares mais rápido do mundo quando foi lançado ao público. O FF custa US $ 300.000, com 800 sendo produzidos durante o primeiro ano. 